# Markus Winkelhock
Markus Winkelhock (Stuttgart-Bad Cannstatt, Alemania; 13 de junio de 1980) es un piloto de automovilismo alemán. Resultó campeón del Campeonato FIA GT en 2012 junto a Marc Basseng y ganó las 24 Horas de Nürburgring de 2012, 2014 y 2017, y las 24 Horas de Spa de 2014. Es hijo del expiloto Manfred Winkelhock y sobrino de Joachim Winkelhock, los tres corrieron en Fórmula 1.

## Carrera
Winkelhock corrió en Fórmula 3 Alemana, donde resultó quinto en 2001, y fue cuarto en Fórmula 3 Euroseries 2003. En 2004 participó en el Deutsche Tourenwagen Masters con un Mercedes-Benz Clase CLK del equipo Persson, donde no logró puntos. El piloto volvió a los monoplazas en 2005, al acabar tercero en la Fórmula Renault 3.5.
A principios del año 2006, fue confirmado como piloto de pruebas del equipo Midland de Fórmula 1. En 2007 siguió como piloto de pruebas en el renombrado Spyker. En el Gran Premio de Europa fue elegido para sustituir a Christijan Albers, despedido por falta de pago de sus patrocinadores. El piloto alemán llamó mucho la atención por haber liderado la carrera durante 6 vueltas, al haber sido el único piloto con los neumáticos de lluvia extrema ya puestos y no viéndose en la obligación de cambiarlos. Sin embargo, al reanudarse la carrera tras una bandera roja, fue pronto adelantado por todos los pilotos y no acabó la carrera por un problema hidráulico. Es por ello que ostenta el récord de mayor porcentaje de vueltas lideradas del total disputadas (6 de 14, 43%), aparte de ostentar un récord único de liderar en todas las carreras de Fórmula 1 en las que ha competido (1 de 1).
El piloto volvió al DTM en 2007 con la marca Audi, primero disputando dos carreras con Abt en sustitución del lesionado Tom Kristensen, y las cinco fechas finales con Kolles para tomar el lugar de Adam Carroll; su mejor resultado fue noveno en Mugello. En 2008 pasó al equipo Rosberg, donde pilotó un Audi del año anterior. Obtuvo un sexto puesto, un séptimo y un octavo, por lo que se colocó 11º en el campeonato. En 2009 logró dos cuartos puestos y un octavo, de modo que alcanzó la décima posición. En 2010 consiguió un cuarto un séptimo puesto, lo que lo colocó 12º en la tabla general.
Winkelhock se fue del DTM en 2011 y se unió al equipo Münnich del Campeonato Mundial de GT1, para pilotar un Lamborghini Murciélago junto a Marc Basseng. Consiguió tres victorias y cinco top 5 en 20 carreras, por lo que se ubicó noveno en el campeonato de pilotos. En 2012 siguió con Münnich en el Campeonato Mundial de GT1, pero a los mandos de un Mercedes-Benz SLS AMG. Obtuvo una victoria y diez podios en 18 carreras junto a Basseng, por lo que logró los campeonatos de pilotos y equipos.
Por otra parte, ha disputado carreras de resistencia con la marca Audi. En las 24 Horas de Nürburgring logró la victoria absoluta en 2012 y 2014, cuarto en 2011 y quinto en 2013. En 2013 corrió la Blancpain Endurance Series con Phoenix y las 24 Horas de Daytona con Rum Bum. En 2014 corrió las dos carreras floridanas del United SportsCar Championship con  Flying Lizard, resultando segundo en la clase GTD en las 24 Horas de Daytona. A su vez, disputó algunas fechas del ADAC GT Masters con Audi, acabando 15º en 2013.

## Resultados

### Fórmula 1
(Clave) (negrita indica pole position) (cursiva indica vuelta rápida)

| Año     | Escudería                   | 1      | 2   | 3      | 4   | 5   | 6   | 7   | 8   | 9   | 10      | 11  | 12     | 13     | 14  | 15  | 16  | 17  | 18  | Pos. | Puntos |
| ------- | --------------------------- | ------ | --- | ------ | --- | --- | --- | --- | --- | --- | ------- | --- | ------ | ------ | --- | --- | --- | --- | --- | ---- | ------ |
| 2006    | MF1 Racing                  | BHR TD | MYS | AUS TD | SMR | EUR | ESP | MON | GBR | CAN | USA     | FRA | GER TD | HUN TD | TUR | ITA | CHN | JPN | BRA |      |        |
| 2007    | Etihad Aldar Spyker F1 Team | AUS    | MYS | BHR    | ESP | MON | CAN | USA | FRA | GBR | EUR Ret | HUN | TUR    | ITA    | BEL | JPN | CHN | BRA |     | NC   | 0      |
| Fuente: |                             |        |     |        |     |     |     |     |     |     |         |     |        |        |     |     |     |     |     |      |        |